# ویویرژنایی
ویویرژنایی (به لاتین: Veiviržėnai) یک منطقهٔ مسکونی در لیتوانی است که در شهرستان کلایپدا واقع شده‌است.

## خصوصیات
ویویرژنایی ۹۶۴ نفر جمعیت دارد.